# جولیان وایگل
جولیان وایگل (انگلیسی: Julian Weigel؛ زادهٔ ۱۴ ژوئیهٔ ۲۰۰۱) بازیکن فوتبال است.
از باشگاه‌هایی که در آن بازی کرده‌است می‌توان به باشگاه فوتبال ماگدبورگ ۱ اشاره کرد.